# 沙沙奴跪
沙沙奴跪（ささなこ、生没年不詳）は、『日本書紀』に登場する百済の武官。『日本書紀』に「ささなこ」という古訓が附されていること、「ささなこ」の名が日本式であること等から倭人か、あるいは韓地在住の倭人とみられる。

## 人物
神功皇后四十九年、神功皇后は新羅を征服するため、荒田別および鹿我別を将軍とし、渡海して卓淳国に到り、新羅を襲撃しようとしたが、現地で兵の増強を進言されたため、百済の将軍・木羅斤資と沙沙奴跪に命じて、沙白・蓋盧らを合流させて、新羅を破り、比自㶱、南加羅、㖨国、安羅、多羅、卓淳、加羅の七カ国を平定した後、西進して、比利、辟中、布弥支、半古の四つの邑を征服した。